# تيري دريسكول
تيري دريسكول (بالإنجليزية: Terry Driscoll)‏ مواليد 28 أغسطس 1947 في ماساتشوستس، هو مدرب كرة سلة أمريكي ولاعب سابق. بدأ مسيرته الاحترافية في سنة 1970. تم اختياره من قبل فريق ديترويت بيستونز خلال الدرافت. يبلغ طوله 6 قدم 7 بوصة (2.0 م). اعتزل اللعب في 1978.

## المسيرة الاحترافية
لعب مع فيرتوس بالاكانسترو بولونيا في موسم 1969–1970، ثم لعب مع ديترويت بيستونز في موسم 1970–1971، ثم لعب مع واشنطن ويزاردز من سنة 1971 إلى 1973، ثم لعب مع ميلووكي باكز في سنة 1972.

## روابط خارجية
- تيري دريسكول على موقع إن بي أي (الإنجليزية)
- تيري دريسكول على موقع سبورتس رفرنس (الإنجليزية)
- تيري دريسكول على موقع كلية كرة السلة في سبورتس رفرنس.كوم (الإنجليزية)
- تيري دريسكول على موقع ريلجم (الإنجليزية)
- تيري دريسكول على موقع بروبوليرز (الإنجليزية)